# The Yayhoos
The Yayhoos zijn een Amerikaanse rockband. De vier bandleden delen zang, songwriting en speeltaken.

## Bezetting
- Dan Baird (gitaar)
- Eric Ambel[2] (gitaar)
- Keith Christopher[3] (basgitaar)
- Terry Anderson[4] (drums)

## Geschiedenis
Dan Baird was frontman van The Georgia Satellites. Hij was ook producent en gitarist bij verschillende andere bands, waaronder met Will Hoge en de nieuwe band Homemade Sin met Keith Christopher en Mauro Magellan. Eric Ambel was een van de oprichters van Joan Jett & The Blackhearts en The Del-Lords. Hij produceerde verschillende platen van The Bottle Rockets en andere americana- en rock-'n-roll-bands, naast het uitbrengen van drie soloalbums. Ambel toerde en nam op als gitarist voor Steve Earle & the Dukes van 2000 tot 2005 en verscheen op twee studioalbums en twee live dvd's, waaronder Earle's Contemporary Folk Grammy Award-winnende album The Revolution Starts Now uit 2005. Hij bezit ook de Cowboy Technical Services Recording Studio en The Lakeside Lounge in New York. Keith Christopher (bas) speelde op beide soloalbums van Baird en voor Billy Joe Shaver, Tony Joe White en Kenny Wayne Shepherd. Terry Anderson (drums) speelde bij The Woodpeckers en schreef liedjes voor The Georgia Satellites en Dan Baird en bracht ook een aantal soloalbums uit. Anderson is de frontman van het Olympic Ass Kickin' Team.

## Discografie
- 2001: Fear Not The Obvious (Bloodshot Records)
- 2006: Put The Hammer Down (Lakeside Lounge Records)